# Federação Neozelandesa de Voleibol
A Federação Neozelandesa de Voleibol  (em inglêsːVolleyball New Zealand, em maoriːTuhinga o Aotearoa, VNZ) é  uma organização fundada em 1970 que governa a pratica de voleibol no Nova Zelândia, sendo membro da Federação Internacional de Voleibol e da Confederação Asiática de Voleibol, a entidade é responsável por  organizar  os campeonatos nacionais de  voleibol masculino e feminino no país.